# Dimos Rafina-Pikermi
Dimos Rafina-Pikermi (Rafina-Pikermi) är en kommun i Grekland.   Den ligger i prefekturen Nomarchía Anatolikís Attikís och regionen Attika, i den sydöstra delen av landet, 22 km öster om huvudstaden Aten. Antalet invånare är 20 266. Arean är 42 kvadratkilometer.
Terrängen i Dimos Rafina-Pikermi är platt åt sydost, men åt nordväst är den kuperad.